# Max Knoll
Pour les articles homonymes, voir Knoll (homonymie).
Max Knoll était un ingénieur en électricité allemand né à Schlangenbad le 17 juillet 1897 et décédé à Munich le 6 novembre 1969. Il est, avec Ernst Ruska, le co-inventeur du microscope électronique à transmission.

## Biographie
Max Knoll étudia à Munich ainsi qu'à l'université technique de Berlin où il obtint  son doctorat à l'institut des hautes tensions. En 1927, il y est devenu directeur du groupe de recherche en électronique où il choisit un de ses étudiants, Ernst Ruska, comme collaborateur. C'est à partir de leurs travaux sur les rayons cathodiques des oscilloscopes qu'ils établirent le principe du microscope électronique en 1931. En avril 1932, Max Knoll rejoignit Telefunken à Berlin afin de mener des travaux de développement dans le domaine des tubes cathodiques tout en continuant à donner des cours à Berlin. Au lendemain de la Seconde Guerre mondiale, il rejoignit l'université de Munich où il occupa un poste de professeur émérite à l'institut d'électromédecine. De 1948 à 1956, il occupa un poste de professeur d'électrotechnique et optique électronique dans le département d'ingéniérie électrique de l'université de Princeton aux États-Unis puis il retourna à Munich. Il y prit sa retraite en 1966 et mourut trois ans plus tard en 1969.

## Sources
Ernst Ruska, The Early Development of Electron Lenses ans Electron Microscopy, S.Hirzel Verlag